# Eliud Kiptanui
Eliud Kiptanui (Kaplelach, 6 juni 1989) is een Keniaanse langeafstandsloper, die is gespecialiseerd in de marathon.

## Loopbaan
Kiptanui is geboren in Kaplelach in het district Uasin Gishu en was het eerste kind in een gezin van zes kinderen. Zoals veel Kenianen studeerde hij tot het Voortgezet onderwijs. Toen hij 16 was en van school ging begon hij serieus met trainen. Met het prijzengeld dat hij won hielp hij onderwijs te betalen voor zijn broers en zussen. In 2008 werd hij negende bij een wedstrijd in Kenia waarbij alle lopers die voor hem eindigde elitelopers waren.
In 2009 reisde hij af naar Noorwegen om deel te nemen aan de Bislett Games. Hij finishte hier als vijfde op de 3000 m. Zijn prestaties vielen op bij atletenmanager Volker Wagner. In december dat jaar won hij zijn eerste marathon, de marathon van Kisumu, in 2:12.17 en versloeg de tweede finisher met een voorsprong van zeven minuten.
In 2010 won Kiptanui meteen zijn eerste Europese marathon, de marathon van Praag. Bij de wereldkampioenschappen van 2011 in Daegu finishte hij op een zesde plaats bij de marathon. In 2012 werd hij derde bij de marathon van Seoel in een persoonlijk record van 2:06.44 en won hiermee $ 80.000 aan prijzengeld.
In 2015 verbeterde hij zijn persoonlijk record bij de marathon van Berlijn tot 2:05.21. Hij finishte hiermee als tweede achter zijn landgenoot Eliud Kipchoge, die in 2:04.00 over de finish kwam.
Na december 2017 heeft hij geen (internationale) wedstrijden meer gelopen.

## Persoonlijke records
Baan
| Onderdeel | Prestatie | Datum       | Plaats |
| --------- | --------- | ----------- | ------ |
| 3000 m    | 8.04,57   | 3 juli 2009 | Oslo   |

Weg
| Onderdeel      | Prestatie | Datum             | Plaats  |
| -------------- | --------- | ----------------- | ------- |
| 15 km          | 43.05     | 19 juni 2011      | Olomouc |
| 20 km          | 58.37     | 28 september 2014 | Berlijn |
| halve marathon | 1:01.11   | 8 mei 2011        | Berlijn |
| 25 km          | 1:12.59   | 8 mei 2011        | Berlijn |
| 30 km          | 1:28.11   | 27 september 2015 | Berlijn |
| marathon       | 2:05.21   | 27 september 2015 | Berlijn |

## Palmares

### 3000 m
- 2009: 5e Bislett Games - 8.04,57

### halve marathon
- 2011:  halve marathon van Olomouc - 1:01.24
- 2012: 5e halve marathon van Ceské Budejovice - 1:04.57

### 25 km
- 2011:  25 km van Berlijn - 1:12.59

### marathon
- 2009:  marathon van Kisumu - 2:12.17
- 2010:  marathon van Praag - 2:05.39
- 2010: 5e marathon van Berlijn - 2:08.05
- 2011: 4e marathon van Rotterdam - 2:09.08
- 2011: 6e WK in Daegu - 2:11.50
- 2012:  marathon van Seoel - 2:06.44
- 2012: 8e marathon van Berlijn - 2:09.59
- 2012:  marathon van Peking - 2:10.15
- 2013: 17e marathon van Seoel - 2:15.10
- 2013: 8e marathon van Dongying - 2:19.17
- 2013:  marathon van Singapore - 2:15.25,7
- 2014: 11e marathon van Seoel - 2:14.41
- 2014: 5e marathon van Berlijn - 2:07.28
- 2015: 7e marathon van Seoel - 2:10.11
- 2015:  marathon van Berlijn - 2:05.21
- 2016: 6e marathon van Tokio - 2:08.55
- 2016: 5e marathon van Berlijn - 2:07.47
- 2017: 5e marathon van Valencia - 2:07.25
- 2017:  marathon van Ottawa - 2:10.14
- 2018: 5e marathon van Parijs - 2:08.20